# Anatole Delassus
Anatole Delassus (8 de enero de 2001) es un deportista francés que compite en piragüismo en la modalidad de eslalon. Sus hermanas Marjorie y Doriane compiten en el mismo deporte.
Ganó una medalla de plata en el Campeonato Mundial de Piragüismo en Eslalon de 2022 y dos medallas en el Campeonato Europeo de Piragüismo en Eslalon, en los años 2024 y 2025.

## Palmarés internacional
| Campeonato Mundial | Campeonato Mundial         | Campeonato Mundial | Campeonato Mundial |
| Año                | Lugar                      | Medalla            | Competición        |
| ------------------ | -------------------------- | ------------------ | ------------------ |
| 2022               | Augsburgo (Alemania)       | Medalla de plata   | K1 extremo         |
| Campeonato Europeo |                            |                    |                    |
| Año                | Lugar                      | Medalla            | Competición        |
| 2024               | Tacen (Eslovenia)          | Medalla de bronce  | K1 por equipos     |
| 2025               | Vaires-sur-Marne (Francia) | Medalla de plata   | K1 por equipos     |